# Freies Radio Freudenstadt
Freies Radio Freudenstadt ist ein nichtkommerzielles Lokalradio für den Landkreis Freudenstadt mit Sitz in Freudenstadt und sendet 24 Stunden an 7 Tagen die Woche ein werbefreies, inhaltlich abwechslungsreiches Programm, das von ehrenamtlichen Radiomachenden gestaltet wird.
Der Sender ging erstmals am 16. September 1995 um 16:09 Uhr MESZ live auf Sendung. Gesendet wird ein klassischer Bürgerfunk, in dem ehrenamtlich engagierte Menschen Sendungen verschiedenster Art ausstrahlen können. Finanziert wird der Sender größtenteils durch Spenden und Mitgliedsbeiträge sowie Zuwendungen der Landesanstalt für Kommunikation Baden-Württemberg.
Zu empfangen ist der Sender über die UKW-Frequenzen 89,2 MHz (Horb), 100,1 MHz (Freudenstadt, Leistung 1,0 kW, Antennenstandort: Windkraftanlage, Glatten). Im lokalen Kabelangebot ist der Sender auf der Frequenz 105,85 MHz zu hören. Zudem bietet der Sender einen Livestream im Internet an. Ausgewählte Sendungen werden zudem in der Mediathek zum zeitunabhängigen Anhören angeboten.
Freies Radio Freudenstadt zählt sich zur dritten Säule in der deutschen Medienlandschaft (neben den öffentlich-rechtlichen und kommerziell-privaten Rundfunkveranstaltern) und ist Mitglied im Landesverband Assoziation Freier Gesellschaftsfunk (AFF), welcher derzeit neun Freie Radios in Baden-Württemberg vertritt, vgl. Liste deutscher Hörfunksender – Freie Radios in Baden-Württemberg. Zudem ist der Sender Mitglied im Bundesverband Freier Radios (BFR).
Im Jahr 2002 wurde Freies Radio Freudenstadt mit dem LFK-Medienpreis in der Kategorie „Nichtkommerzielle Veranstalter“ für „seine Gesamtleistung“ ausgezeichnet. Insbesondere die beiden Beiträge Seniorensendung – Selbsthilfegruppe für Blinde und Sehbehinderte von Margarete Meyer und Gunther Ziegler und die Satiresendung kommune2oper1 – was bleiben will muss anders werden von Felix Kösterke, Johannes Riehm und Gunther Ziegler wurden von der Jury hervorgehoben. Die vier Sendungsmacher nahmen die Auszeichnung in der Stuttgarter Liederhalle stellvertretend für die ehrenamtlich Radiomacher entgegen.
Die beiden ursprünglichen UKW-Frequenzen zum Sendestart im Jahr 1995 versorgten Freudenstadt und den Ostkreis mit der 100,0 MHz (mit Antennenstandort auf dem ehemaligen Postgebäude im Freudenstädter Stadtgebiet, Leistung 0,5 kW) sowie Baiersbronn und murgtalabwärts die 104,1 MHz (Antennenstandort auf dem Rinkenberg, Leistung: 0,1 kW). Die derzeit aktive Horber UKW-Frequenz 89,2 MHz (Leistung 0,1 kW) wurde am Dienstag, 9. Januar 2007 als dritte UKW-Frequenz für Horb und Umgebung in Betrieb genommen. Am Sonntag, 6. Mai 2007 fand in den Horber Räumlichkeiten des soziokulturellen Vereins Projekt Zukunft die festliche Einweihung dieser UKW-Frequenz statt.
In der von der Landesanstalt für Kommunikation ausgeschriebenen Lizenzperiode (von 2016 bis 2025) wurde die Baiersbronner UKW-Frequenz 104,1  nicht erneut berücksichtigt, sodass zum Jahresanfang 2016 das Programm auf der 104,1 MHz im Murgtal nicht mehr empfangbar war und interessierte Zuhörerinnen auf die 100,1 MHz ausweichen mussten.
Zum 25. Sendestartjubiläum am 16. September 2020 drehten erneut Uschi Winter und Andre Graziadei um 16:09 Uhr die Regler für eine dem Anlass würdige Sondersendung hoch.